# 神人 (キリスト教)

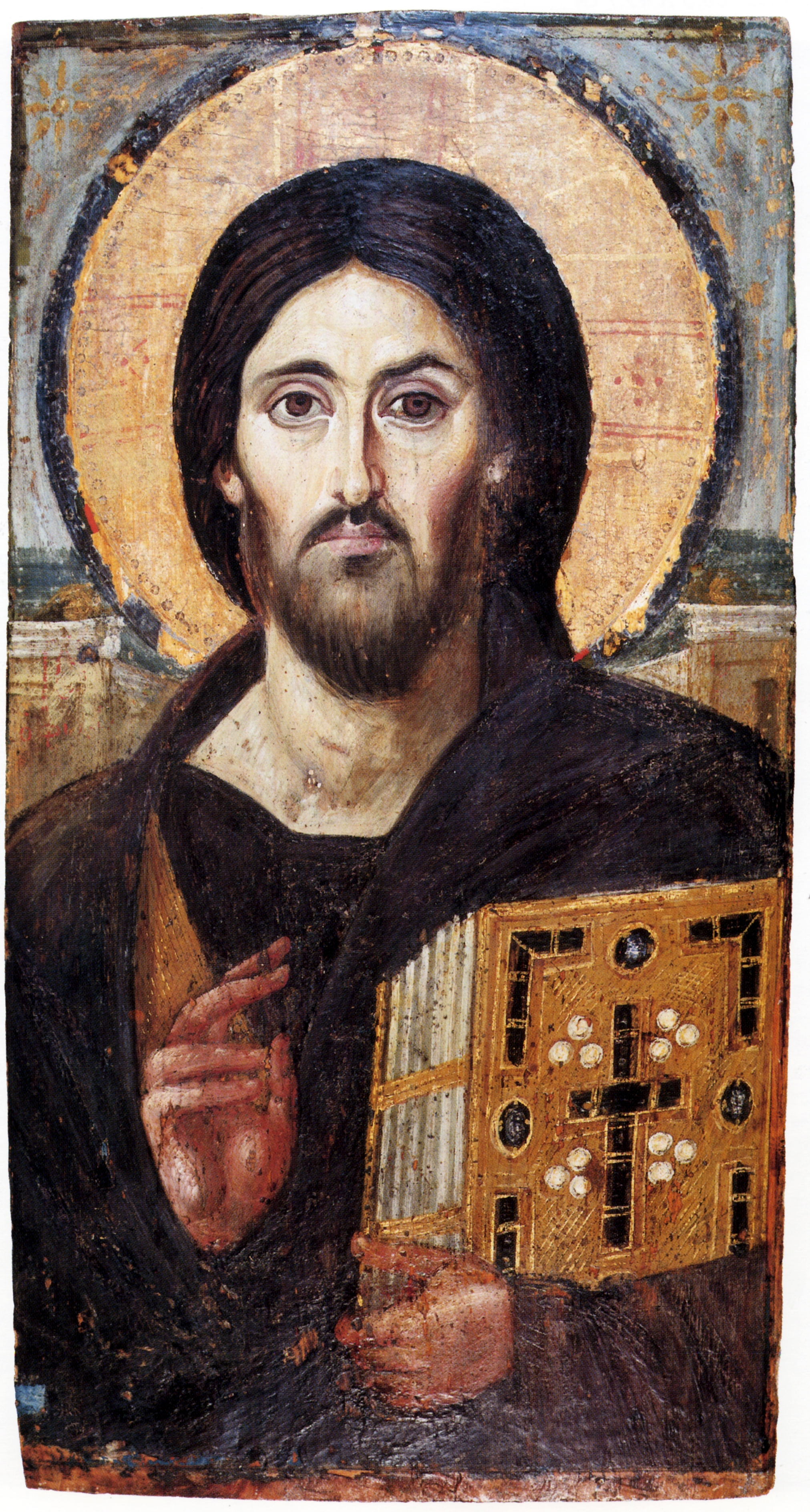
全能者ハリストス（キリスト）のイコン（6世紀、シナイ山、聖カタリナ修道院

神人（かみびと、しんじん、ギリシア語: Θεάνθρωπος, ロシア語: Богочеловек, ラテン語: Deus Homo, 英語: God-man もしくは Theandric）は、キリスト教におけるイエス・キリスト（イイスス・ハリストス）の呼び名の一つ。イエス・キリストにおける両性（神性と人性）の位格的結合を示す。
正教会においては現在も使われている祈祷書に登場するが、この場合「かみびと」と読まれる。日本正教会の府主教セルギイ・チホミーロフ（1871 - 1945）によれば、イイスス・ハリストス（イエス・キリスト）が神人となったことは、「神が人になった、そして人になっても神が神たる事を失わない」と説明され、
- 人が神に昇る事が出来るように、神が人に降った
- 人が神と一つに合わさることが出来るように、神が人と一つになった
- 神人において人は神と体合し、神まで昇り、神から力と恩寵とを受ける
- 実際の生活において神人を模範とする
- 神人によって人間は救われる
- 天を地にまで下し、地を天にまで上らせた神人は、全人類がそれによって天に昇ることの出来る階梯
- この階梯によって、人類の中の多くの者は天に昇りつつある

と理解される（神成 (正教会)も参照）。
西方教会においてもイエス・キリストにおける神人両性の位格的結合は認められる。アンセルムス（1033-1109）が『何故神は人となりしか』（ラテン語: Cur Deus Homo）を著している。ただし「神人」という語彙が単体で使われる事例は、西方教会においては多く無い（ただし無いではない）。「神人的」は（しんじんてき）、「神人両性行為」は（しんじんりょうせいこうい）とルビが振られることにもみられる通り、西方教会の媒体では通常「しんじん」と読まれている。